# 30172 Giedraitis
30172 Giedraitis è un asteroide della fascia principale. Scoperto nel 2000, presenta un'orbita caratterizzata da un semiasse maggiore pari a 2,8410041 UA e da un'eccentricità di 0,0155763, inclinata di 2,44739° rispetto all'eclittica.